# Regent Street

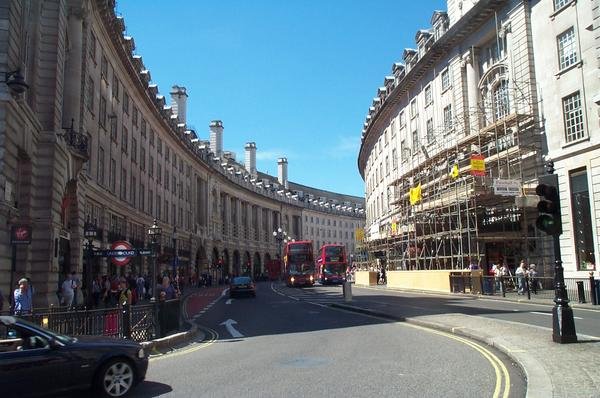
Final de Regent Street junto a Piccadilly Circus.

Regent Street es una importante calle comercial de Londres ubicada en el West End. Llamada así por el Príncipe Regente (posteriormente Jorge IV), fue diseñada por el arquitecto John Nash como parte de la ruta ceremonial desde la residencia del regente, Carlton House, en St James's, hasta Regent's Park.
Comienza como Lower Regent Street en la intersección con Charles II Street y Waterloo Place siguiendo hacia el norte por Piccadilly Circus y convirtiéndose entonces en Regent Street, girando hacia el oeste y tras una curva se dirige hacia el norte otra vez. Tras pasar por Oxford Circus pasa a denominarse Upper Regent Street y finaliza en la intersección con Langham Place, Cavendish Place y Mortimer Street. 
Anualmente se celebra un festival en Regent Street y las luces de Navidad forman parte de una tradición londinense, donde normalmente una celebridad cada año inaugura el encendido.

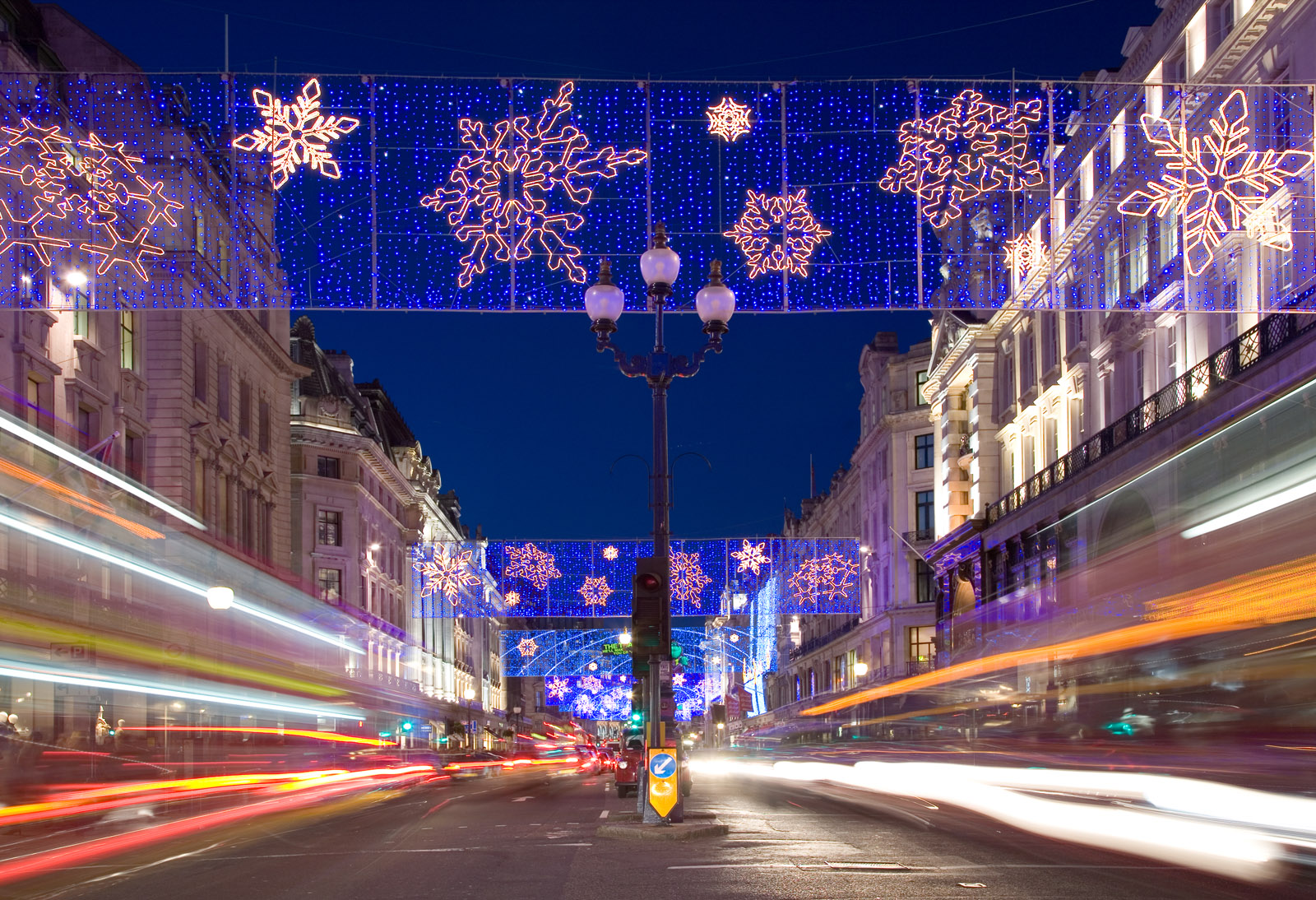
Luces navideñas en Regent Street en 2006.

## Historia
Regent Street tomó su nombre por el Príncipe Regente Jorge IV y formó parte de un plan de la ciudad en 1811 por John Nash para desarrollar una ruta ceremonial desde la residencia del regente, Carlton House, en St James's hasta el recién inaugurado Regent's Park. La calle todavía pertenece a la Crown Estate, que mantiene oficinas adyacentes a la propia calle.
Nash veía New Street (como inicialmente era conocida) como una línea clara de división entre el Soho, que era considerado menos que respetable, y las modernas plazas y calles de Mayfair. Entre los más importantes comercios de moda se encuentran United Colors of Benetton, Tommy Hilfiger, Burberry, Lacoste, Swarovski, Tous, Zara, Armani Exchange, Banana Republic, Calvin Klein y Mango. La calle también es sede de la Universidad de Westminster.
Está conectada al metro por las líneas Bakerloo, Central y Victoria, encontrándose la estación bajo la misma intersección con Oxford Street.